# Sven Nordqvist
Sven Otto Rickard Nordqvist, född 30 april 1946 i Helsingborg, är en svensk barnboksförfattare och illustratör (tecknare), mest känd för böckerna om Pettson och Findus. Han har även skrivit och illustrerat böckerna Minus och stora världen, Agaton Öman och Alfabetet, Hattjakten och böckerna om Nasse samt illustrerat böckerna om Mamma Mu. Han var ledamot av Svenska barnboksakademien 1991–2011.

## Biografi

### Bakgrund
Sven Nordqvists far var gymnasielärare och hans mor kartritare och läkarsekreterare. Föräldrarna skildes när Sven var två år, då han och hans äldre bror flyttade med modern till morföräldrarna i Halmstad.
15 år gammal läste han en amerikansk kurs i illustration per korrespondens. Efter kursen sökte han till olika konstskolor, men kom inte in. Han studerade till arkitekt vid Lunds tekniska högskola. Efter examen arbetade han två år i yrket, ett år som arkitekt, därefter som lärare på Lunds tekniska högskola.
Nordqvist började som tecknare på en reklambyrå i Halmstad. Därefter illustrerade han läroböcker, ritade affischer, gratulationskort och julkort. Han illustrerade även fyra pekböcker och ett par romaner. Han arbetade också med etsningar och annan grafik.

### Författar- och konstnärskap
År 1982 ordnade Bokförlaget Opal en bilderbokstävling som vanns av Sven Nordqvist med boken Agaton Öman och alfabetet. Det stora genombrottet kom dock med nästa bok Pannkakstårtan, då man för första gången fick stifta bekantskap med gubben Pettson och hans katt Findus.
Nordqvist har också illustrerat böckerna om Mamma Mu och Kråkan av författarparet Tomas och Jujja Wieslander. Ett flertal julkalendrar i både radio och TV har även de fått illustrationer av Nordqvist.
År 1993 gick Hannele Norrström bort i cancer. Hennes berättelse Guldflickan kom ut i tryckt form 1995. Norrström önskade att Sven Nordqvist skulle illustrera boken, något han tackade ja till. Vinsten av boken gick till Barncancerfonden.
Utöver illustrerandet har han också ägnat sig åt konstnärliga utsmyckningar och installationer, däribland ett lekrum på en barnavdelning på Akademiska sjukhuset i Uppsala, en trärelief på förskolan Paletten i Örbyhus och Millesgårdens bilderboksby, den sistnämnda tillsammans med Leif Högström 1991. Han har även varit med och byggt upp Pettsons hus på Julita gård, Junibacken och Gröna Lund.
Nordqvist vann 2007 Augustpriset i kategorin Årets svenska barn- och ungdomsbok för sin bilderbok Var är min syster? och har tidigare varit nominerad med Mats Wahls bok Den långa resan.
Efter När Findus var liten och försvann ägnade han lång tid åt kommande boken Var är min syster? och andra projekt som Lisa väntar på bussen och illustrationer till andra författares verk. Tio år senare kom idén om att göra om en gammal teaterpjäs om Pettson och Findus till en ny bilderbok, och 2012 kom Findus flyttar ut. Den gick snabbt upp på topplistorna både i Sverige och Tyskland, där Pettson och Findus är mycket stora. Den 2 februari 2015 tilldelades Sven Nordqvist Expressens ungkulturpris Heffaklumpen för sina insatser.

### Text & Illustrationer
- 1983 – Agaton Öman och alfabetet[8]
- 1984 – Pannkakstårtan (Pettson-serien)[9]
- 1985 – Minus och stora världen
- 1986 – Julgröten
- 1986 – Rävjakten (Pettson-serien)
- 1987 – Hattjakten
- 1987 – Stackars Pettson (Pettson-serien)
- 1988 – Nasse hittar en stol (Nasse-serien)
- 1988 – Pettson får julbesök (Pettson-serien)
- 1990 – Kackel i grönsakslandet (Pettson-serien)
- 1991 – Nasses taxi (Nasse-serien)
- 1992 – Pettson tältar (Pettson-serien)
- 1994 – Tomtemaskinen (Pettson-serien)
- 1996 – Tuppens minut (Pettson-serien)
- 2001 – När Findus var liten och försvann (Pettson-serien)
- 2003 – Istället för en blomma (med Erik Arpi)
- 2007 – Var är min syster?
- 2010 – Lisa väntar på bussen
- 2011 – Hemma hos Pettson och Findus (Kartongbok)
- 2012 – Findus flyttar ut (Pettson-serien)
- 2016 – Var är Pettson? (Kartongbok)
- 2018 – Hundpromenaden
- 2020 – Pettson och Findus bygger en bil
- 2023 – Vägen hem

### Text
- 2015 – "Mamma Mu firar Kråkan" (med Jujja Wieslander)

### Illustrationer
- 1987 – Sun Axelsson: "Sagan om en saga"
- 1987 – Ulf Palmenfelt: "Vad är det som går och går? : svenska gåtor från alla tider"
- 1988 – Casper Verner-Carlsson: "Bubblan under isen"
- 1988 – pappersjulkalendern till SVT:s "Liv i luckan med julkalendern"
- 1989 – Pelle Eckerman: "Magiska linser och hemliga skåp"
- 1991 – Wieslander/Wieslander: "Mamma Mu och Kråkan"
- 1992 – Anderberg: "När farmor kokade rödkål"
- 1993 – Wieslander/Wieslander: "Mamma Mu gungar"
- 1993 – Casper Verner-Carlsson: "Storfiskarens nybörjarbok"
- 1993 – pappersjulkalendern till SVT:s "Tomtemaskinen"
- 1994 – Wieslander/Wieslander: "Mamma Mu åker bobb"
- 1995 – Wahl: "Nu seglar Vasa!"
- 1995 – Wieslander/Wieslander: "Mamma Mu bygger koja"
- 1995 – Hannele Norrström: "Guldflickan"
- 1996 – Bengt Anderberg: "Jorden runt på 5 minuter"
- 1997 – Wieslander/Wieslander: "Mamma Mu städar"
- 1998 – Wahl: "Den långa resan"
- 1998 – Eva-Lena Larsson och Kennert Danielsson: "Pyssla med Findus"
- 1999 – Wahl: "Folket i Birka"
- 1999 – Sven Hedman: "Pettson och Findus sångbok"
- 2003 – Wieslander: "Mamma Mu åker rutschkana"
- 2005 – Wieslander: "Mamma Mu klättrar i träd"
- 2004 – Christine Samuelsson: "Pettson och Findus kokbok"
- 2006 – Wieslander: "Mamma Mu får ett sår"
- 2008 – Wieslander: "Mamma Mu och Kråkans jul"
- 2009 – Ekberg Peter: "Tänk Själv -en inspirationsbok för unga filosofer"
- 2011 – Wieslander: "Mamma Mu läser"
- 2013 – Ekberg Peter: "Tänk Själv – en inspirationsbok för unga filosofer" uppdaterad utgåva, Bokförlaget Opal
- 2013 – Barbro Lindgren: "Stackars Allan"
- 2014 – Wieslander: "Mamma Mu simmar"
- 2015 – Wieslander: "Mamma Mu firar Kråkan"
- 2015 – Wieslander: "Mamma Mu och Kråkan leker"
- 2016 – Wieslander: "Mamma Mu och Kråkan på utflykt"
- 2016 – Wieslander: "Mera fart Mamma Mu!"
- 2017 – Wieslander: "Kråkan säger inte!"
- 2018 – Wieslander: "Mamma Mu låtsas"

## Priser och utmärkelser
- 1986 – BMF-Barnboksplaketten för Rävjakten
- 1988 – Landsbygdens författarstipendium
- 1989 – Elsa Beskow-plaketten[10]
- 1992 – Deutscher Jugendliteraturpreis
- 1995 – BMF-Barnboksplaketten (tillsammans med Hannele Norrström) för Guldflickan
- 2001 – Bokjuryn kategori 0–6 år
- 2002 – Bologna New Media Prize[11]
- 2003 – Bokjuryn kategori 0–6 år
- 2003 – Astrid Lindgren-priset
- 2007 – Augustpriset för Var är min syster?
- 2007 – BMF-Barnboksplaketten för Var är min syster?
- 2008 – Schullströmska priset för barn- och ungdomslitteratur
- 2014 – Expressens Heffaklump[12]